# Geoffrey de Langley
Geoffrey de Langley (* 1223; † 22. September 1274) war ein Vogt des englischen Königs Heinrich III.

## Leben
Geoffrey de Langley gehörte zu den längstgedienten Beratern und Vogten von Heinrich III., einer Gruppe, die als embryonic colonial service (Proto-Kolonialverwaltung) bezeichnet werden kann. Er erwarb durch Heirat Barvermögen und Renteneinkommen. Mit diesen Geldmitteln kaufte er vom 5. März 1243 bis 20. Januar 1245 den Gutsbesitz mit zwei Mühlen von Henry d’Aubigny Senior, der durch die Heirat seines Sohnes in Zahlungsschwierigkeiten und Schuldhaft in Salisbury gekommen war. Am 4. März 1250 wurde Geoffrey de Langley Knight, Justiziar und Waldrichter von Heinrich III. Für seine Antrittstour in dieser Funktion wird ihm ein listiges, rücksichtsloses und gewalttätiges Abpressen von kaum glaubwürdigen Summen vor allem aus dem Adel der nördlichen Provinzen Englands zur Last gelegt.
Am 26. Dezember 1251 heiratete der zehnjährige schottische König Alexander III. in York Margaret of England, eine Tochter von Heinrich III. Letzterer räumte ihm bei dieser Gelegenheit Lehnstreue in Bezug auf Alexanders Besitz in England ein. Als Heinrich III. auch Lehnstreue für seinen Besitz in Schottland von Alexander III. forderte, erwiderte dieser, dass er nach York eingeladen wurde, um zu heiraten, und nicht, um Staatsangelegenheiten zu verhandeln. Er räumte aber Heinrich III. das Recht ein, eine Vertrauensperson nach Schottland zu senden. Geoffrey de Langley hatte sich als königlicher Henchman in the forest administration durch seine strenge Amtsführung einen üblen Ruf erworben, als ihn Heinrich III. in dieser Funktion nach Schottland sandte, wo er vom schottischen Adel aber bald des Landes verwiesen wurde.
Von 1254 bis 1257 war Geoffrey de Langley Estates Steward von Heinrich III., also Immobilientreuhänder der Lehnsgüter innerhalb und außerhalb Englands. Am 13. Dezember 1254 wurde er als Statthalter von Prinz Edward I. bezeichnet. Auf Weisung von Heinrich III. versuchte er das Lehnsrecht auf Perfeddwlad in Wales durchzusetzen, was im November 1256 zu einem Aufstand führte. Dass Geoffrey de Langley als Vogt von Heinrich III. aus Schottland ausgewiesen worden war, ermutigte Simon de Montfort, 6. Earl of Leicester zu einem Aufstand gegen seinen Schwager Heinrich III. – zum Zweiten Krieg der Barone (1264–1267). 1264 setzte Heinrich III. Geoffrey de Langley in das Amt des Constables and Governors of Windsor Castle ein.